# Qosqophryne flammiventris
Qosqophryne flammiventris is een kikker uit de familie Strabomantidae. De soort werd voor het eerst wetenschappelijk beschreven door Edgar Lehr en Alessandro Catenazzi in 2010. Oorspronkelijk werd de wetenschappelijke naam Bryophryne flammiventris gebruikt.
De soort komt endemisch voor langs de weg tussen Vilcabamba en Pampaconas in Peru op hoogtes van 3800 tot 3850 meter boven het zeeniveau.